# Liste der Biografien/Fuh
Liste der Biografien |
Portal Biografien |
Personensuche
# |
A |
B |
C |
D |
E |
F |
G |
H |
I |
J |
K |
L |
M |
N |
O |
P |
Q |
R |
S |
T |
U |
V |
W |
X |
Y |
Z |
?
 
Fa |
Fe |
Ff |
Fh |
Fi |
Fj |
Fk |
Fl |
Fm |
Fn |
Fo |
Fr |
Ft |
Fu |
Fy
 
Fua |
Fub |
Fuc |
Fud |
Fue |
Fuf |
Fug |
Fuh |
Fui |
Fuj |
Fuk |
Ful |
Fum |
Fun |
Fuo |
Fuq |
Fur |
Fus |
Fut |
Fuw |
Fux |
Fuy |
Fuz
Die Liste der Biografien führt alle Personen auf, die in der deutschsprachigen Wikipedia einen Artikel haben. Dieses ist eine Teilliste mit 205 Einträgen von Personen, deren Namen mit den Buchstaben „Fuh“ beginnt.

## Fuh

### Fuhg
- Fuhg, Georg (1898–1976), deutscher Bildhauer und Töpfer

### Fuhl
- Fuhl, Clemens (1874–1935), deutscher Augustinermönch
- Fuhl, Wenanty (* 1960), polnischer Fußballspieler
- Fuhl, Wolfgang (* 1960), deutscher Politiker (AfD), ehemaliges Mitglied im Zentralrat der Juden in Deutschland und Gründungsmitglied der Juden in der AfD
- Fuhlbrügge, Hauke (* 1966), deutscher Leichtathlet
- Fuhlbrügge, Pascal (* 1965), deutscher Musiker
- Fühler, Armas Sten (1911–1990), deutscher Schauspieler, Regisseur und Hörspielsprecher
- Fuhler, Cor (1964–2020), niederländisch-australischer Keyboarder, Komponist und Bandleader
- Fühling, Johann Joseph (1825–1884), deutscher Agrarwissenschaftler
- Fuhlisch, Günter (1921–2013), deutscher Bandleader und Jazzposaunist
- Fuhlrodt, Alfred (1890–1976), deutscher Politiker (LDP, FDP); MdL Thüringen
- Fuhlrott, Horst-Jürgen (1935–2020), deutscher Politiker (NPD), MdL
- Fuhlrott, Johann Carl (1803–1877), deutscher NaturforscherJohann Carl Fuhlrott (1803–1877)

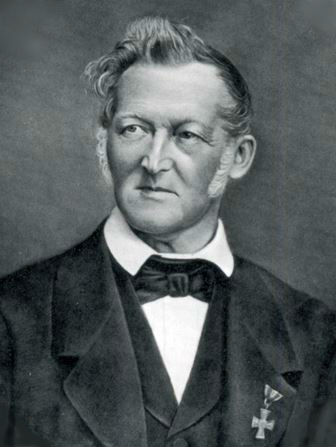
Johann Carl Fuhlrott (1803–1877)

- Fuhlrott, Michael (* 1980), deutscher Rechtswissenschaftler
- Fuhlrott, Minna (1898–1984), deutsche SPD-Kommunalpolitikerin in Hannover
- Fuhlrott, Rolf (1934–2015), deutscher Bibliotheksfachmann, Fachautor und Chefredakteur

### Fuhm
- Fühmann, Franz (1922–1984), bedeutender DDR-Schriftsteller

### Fuhn
- Fühner, Anne (* 1995), deutsche Fußballspielerin
- Fühner, Christian (* 1987), deutscher Politiker (CDU), MdLChristian Fühner (* 1987)

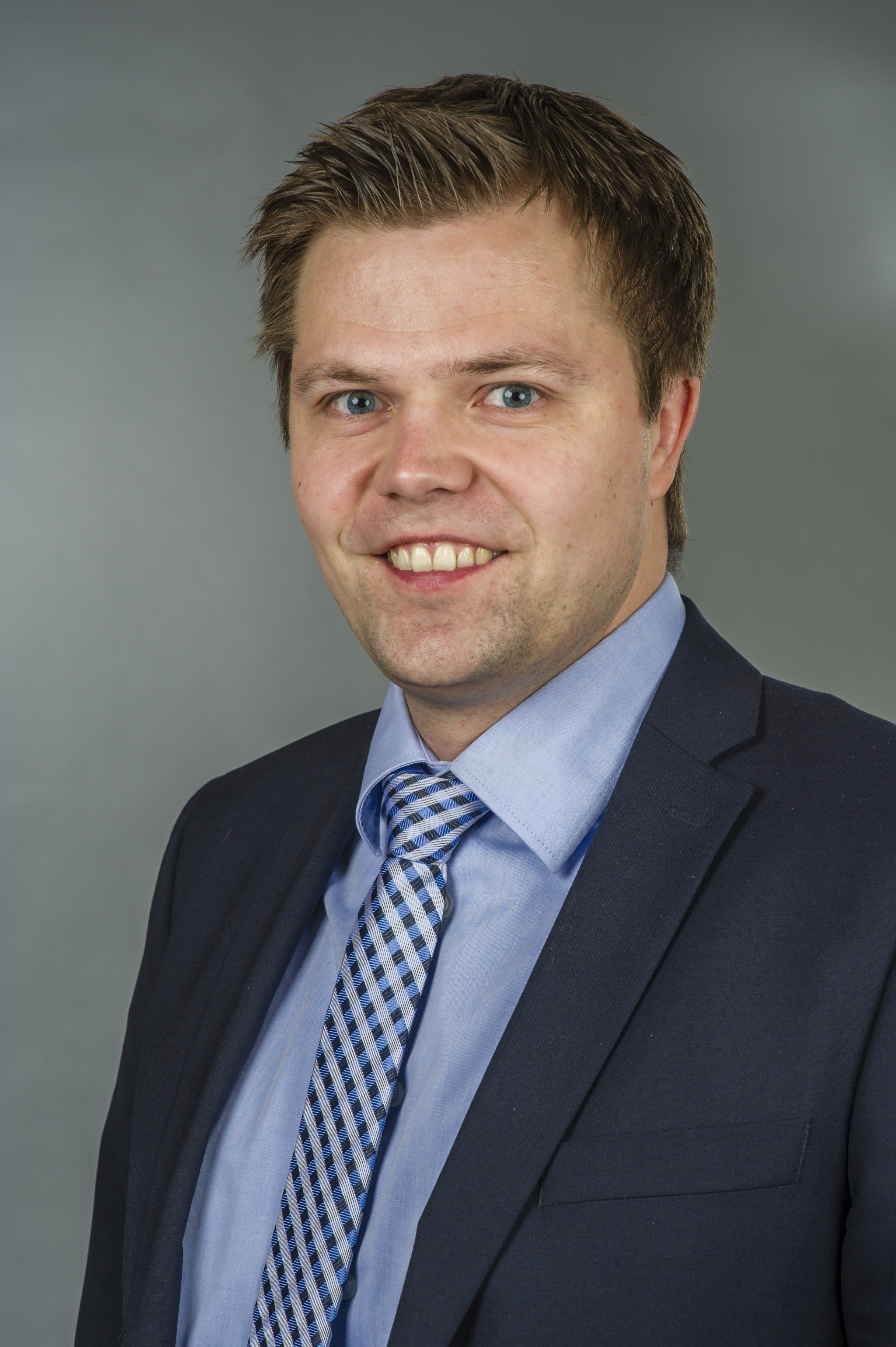
Christian Fühner (* 1987)

- Fühner, Hermann (1871–1944), deutscher Pharmakologe, Arzt und Toxikologe

### Fuhr
- Fuhr Mann, Julia (* 1987), deutsche Filmemacherin, Kuratorin und queer-feministische Aktivistin
- Fuhr, Alexander (* 1969), deutscher Politiker (SPD), MdL
- Fuhr, André (* 1971), deutscher Handballtrainer
- Fuhr, Bernd (* 1960), deutscher Fußballtorhüter
- Fuhr, Calle (* 1994), deutscher Theaterregisseur und -autor
- Führ, Christoph (1931–2024), deutscher Bildungshistoriker
- Fuhr, Daniela, deutsch-britische Gesundheitswissenschaftlerin
- Fuhr, Dietmar (* 1964), deutscher Kontrabassist des Modern Jazz
- Fuhr, Eberhard (* 1935), deutscher Brigadegeneral
- Fuhr, Eckhard (* 1954), deutscher Journalist
- Führ, Eduard (* 1947), deutscher Architekturhistoriker und -theoretiker
- Fuhr, Ellen (1958–2017), deutsche Malerin und Grafikerin
- Fuhr, Friedrich Daniel Carl (1803–1875), Kreisrat, Dirigent der Regierungskommission des Regierungsbezirks Nidda
- Führ, Fritz (1934–2024), deutscher Agronom
- Fuhr, Grant (* 1962), kanadischer Eishockeyspieler und -trainerGrant Fuhr (* 1962)

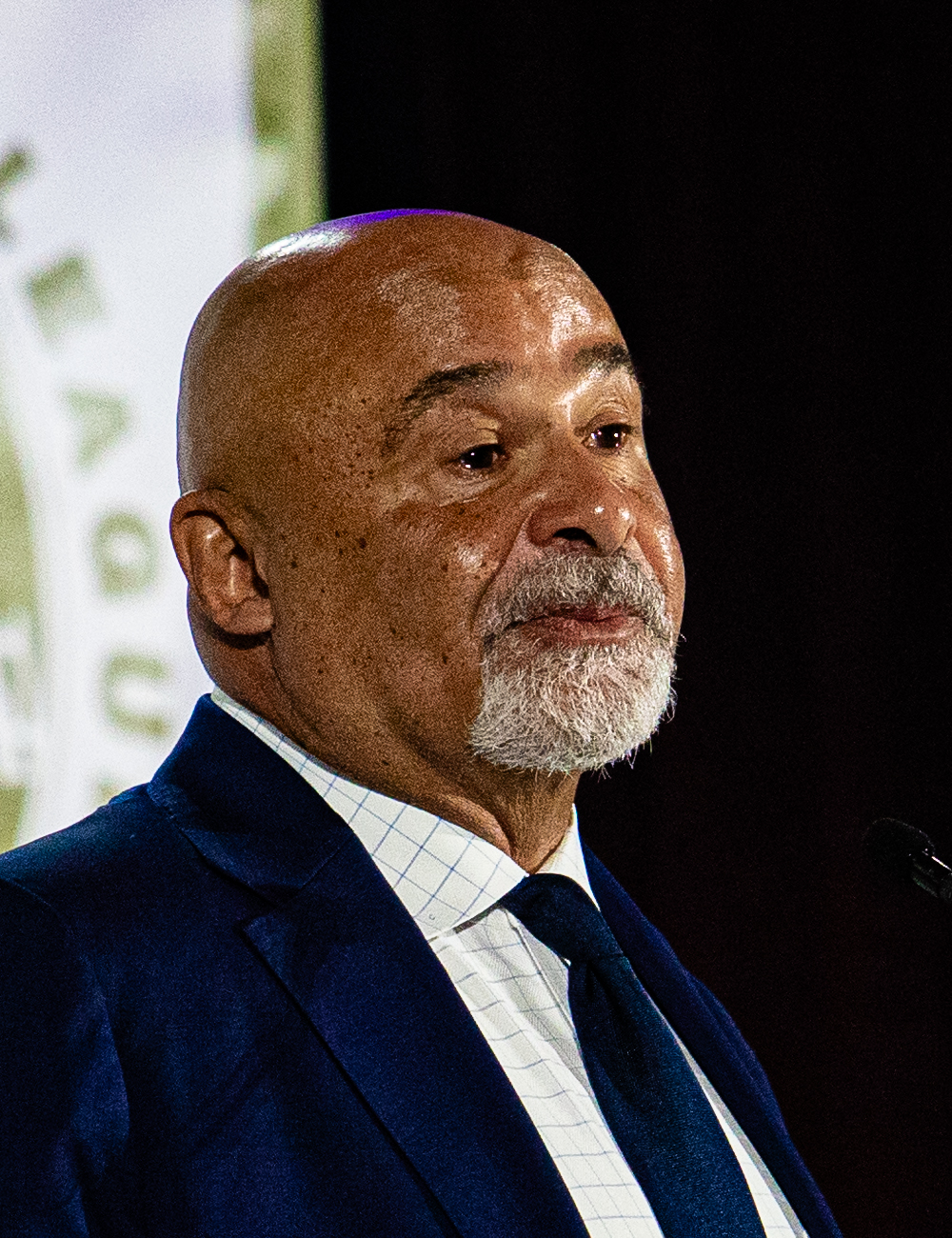
Grant Fuhr (* 1962)

- Fuhr, Harald (* 1954), deutscher Politikwissenschaftler
- Fuhr, Heather (* 1968), kanadische Triathletin, 15-malige Ironman-Siegerin und Siegerin des Ironman Hawaii 1997
- Fuhr, Johann Heinrich (1777–1840), deutscher Kaufmann
- Führ, Johannes (1954–2019), deutscher Vermögensverwalter
- Fuhr, Karl (1853–1917), deutscher Klassischer Philologe und Gymnasiallehrer
- Fuhr, Karl (1901–1969), deutscher Politiker (CDU), MdL
- Fuhr, Lina (1828–1906), deutsche Schauspielerin
- Führ, Martin (* 1958), deutscher Jurist und Hochschullehrer
- Fuhr, Norbert (* 1956), deutscher Informatiker
- Fuhr, Thomas (* 1959), deutscher Erziehungswissenschaftler und Hochschullehrer an der Pädagogischen Hochschule Freiburg im Breisgau
- Führ, Wilhelm (* 1883), deutscher Kommunalpolitiker
- Fuhr, Wolfgang (* 1966), deutscher Jazzmusiker (Saxophone, Komposition)
- Fuhr, Xaver (1898–1973), deutscher Maler
- Fuhrbach, Christoph (* 1970), deutscher Ausdauersportler
- Führböter, Alfred (1931–1992), deutscher Ingenieurwissenschaftler
- Führe, Uli (* 1957), deutscher Komponist, Liedermacher und Chorleiter
- Führer, Alfred (1905–1974), deutscher Orgelbauer
- Führer, Alois Anton (1853–1930), deutscher Indologe
- Führer, Anton (1854–1929), deutscher Lehrer, Schulleiter und Autor
- Fuhrer, Armin (* 1963), deutscher Journalist und Publizist
- Führer, Artur K. (1929–2016), deutscher Künstler und Autor
- Führer, Caritas (* 1957), deutsche Schriftstellerin
- Führer, Carolin (* 1985), deutsche Germanistin
- Führer, Christian (1943–2014), deutscher evangelischer Pfarrer, Organisator von Montagsdemonstrationen in LeipzigChristian Führer (1943–2014)

Christian Führer (1943–2014)

- Führer, Erich (1901–1972), deutscher Politiker (SPD), MdA
- Führer, Friedrich Theodor (1821–1870), deutscher Mediziner und Anatom
- Führer, Fritz (1902–1979), Südtiroler Politiker
- Führer, Gerhard (1745–1820), Zisterzienser und Abt des Klosters Fürstenfeld
- Fuhrer, Hans Rudolf (1941–2023), Schweizer Militärhistoriker
- Führer, Hansi (1876–1955), österreichische Volkssängerin (Soubrette) und Schauspielerin
- Fuhrer, Hansruedi (* 1937), Schweizer Fußballspieler
- Fuhrer, Hildegard (* 1943), deutsche Künstlerin
- Führer, Ingrid, deutsche Tanzsportlerin
- Fuhrer, John (1880–1972), US-amerikanischer Dreispringer
- Führer, Joseph (1858–1903), deutscher Christlicher Archäologe und Gymnasiallehrer
- Führer, Karl Christian (* 1954), deutscher Historiker
- Fuhrer, Kathrin (* 1988), Schweizer Skirennläuferin
- Führer, Kurt (1888–1955), preußischer Verwaltungsjurist und Landrat im Kreis Labiau
- Führer, Lutz (* 1945), deutscher Mathematiker
- Führer, Manfred (* 1950), deutscher Fußballschiedsrichter
- Fuhrer, Martin (* 1956), Schweizer Kameramann
- Führer, Matthias (* 1994), österreichischer Handballspieler
- Führer, Michael (* 1952), deutscher Kirchenmusiker und Cembalist
- Führer, Monika (* 1961), deutsche Palliativmedizinerin
- Führer, Monika (* 1990), Schweizer Tischtennisspielerin
- Fuhrer, Ramona (* 1979), Schweizer Eishockeyspielerin
- Führer, Reinhard (* 1945), deutscher Politiker (CDU), MdA
- Fuhrer, Rita (* 1953), Schweizer Politikerin
- Führer, Robert (1807–1861), böhmischer Kirchenmusiker und Komponist
- Fuhrer, Simon (1913–1990), Schweizer Maler, Zeichner und Graphiker
- Fuhrer, Therese (* 1959), deutsche Altphilologin Schweizer Herkunft
- Führer, Werner (* 1944), deutscher Tanzsportler
- Führer, Wilhelm (1904–1974), deutscher Astronom und nationalsozialistischer Wissenschaftsfunktionär
- Fuhrer-Wyss, Regina (* 1959), Schweizer Politikerin (SP)
- Fuhrhop, Daniel (* 1967), deutscher Autor, Wirtschaftswissenschaftler und ehemaliger Verleger
- Fuhrhop, Hans-Jürgen (1915–2004), deutscher Politiker (CDU), MdL
- Fuhrhop, Nanna (* 1968), deutsche Sprachwissenschaftlerin und Hochschullehrerin
- Führich, Chris (* 1998), deutscher FußballspielerChris Führich (* 1998)

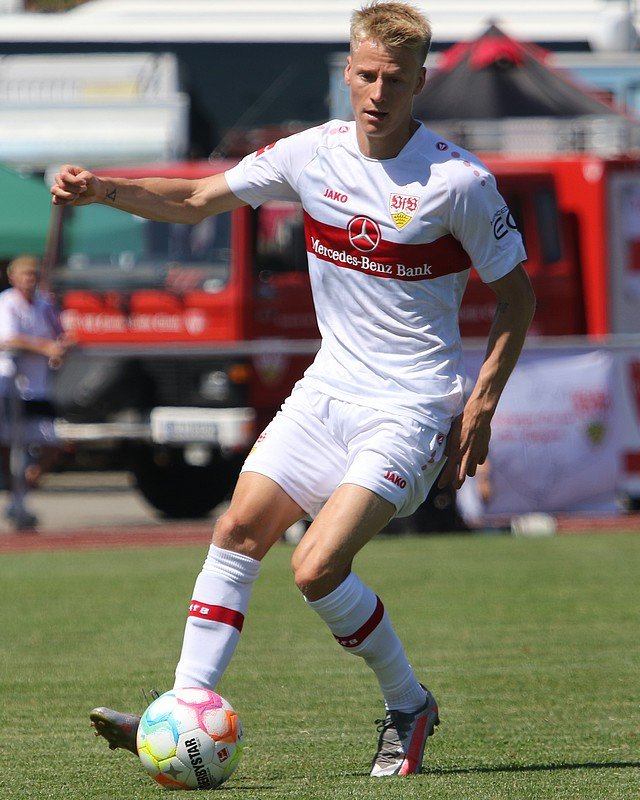
Chris Führich (* 1998)

- Führich, Ernst (* 1948), deutscher Rechtswissenschaftler und Hochschullehrer
- Fuhrich, Fritz (1937–2005), österreichischer Theaterwissenschaftler
- Fuhrich, Josef (1897–1945), deutsch-österreichischer Mathematiker
- Führich, Joseph von (1800–1876), böhmisch-österreichischer Maler religiöser Themen und Historienmaler
- Fuhrich, Leopoldine (1898–1926), österreichische Höhlenforscherin
- Fuhrich, Linda Joe (* 1987), deutsche Reporterin
- Führich, Wenzel (1768–1836), böhmischer Maler und Schneidermeister
- Fuhrig, Mike (* 1965), deutscher Handballspieler und -trainer
- Fuhrimann, Andreas (* 1956), Schweizer Architekt
- Fuhrimann, Ernst (* 1913), Schweizer Radrennfahrer
- Fuhrimann, Gabi (1958–2021), Schweizer Malerin
- Fuhrimann, Hans Ulrich (1925–2009), Schweizer Architekt, Maler und Bildhauer
- Führing, Anna (1866–1929), deutsche Schauspielerin
- Fuhrken, Dorothea († 1775), deutsche Dichterin
- Fuhrken, Fritz (1894–1943), deutscher Maler des Expressionismus
- Fuhrken, Heinrich (1883–1956), deutscher Politiker (FDP), MdL
- Fuhrman, Isabelle (* 1997), US-amerikanische SchauspielerinIsabelle Fuhrman (* 1997)

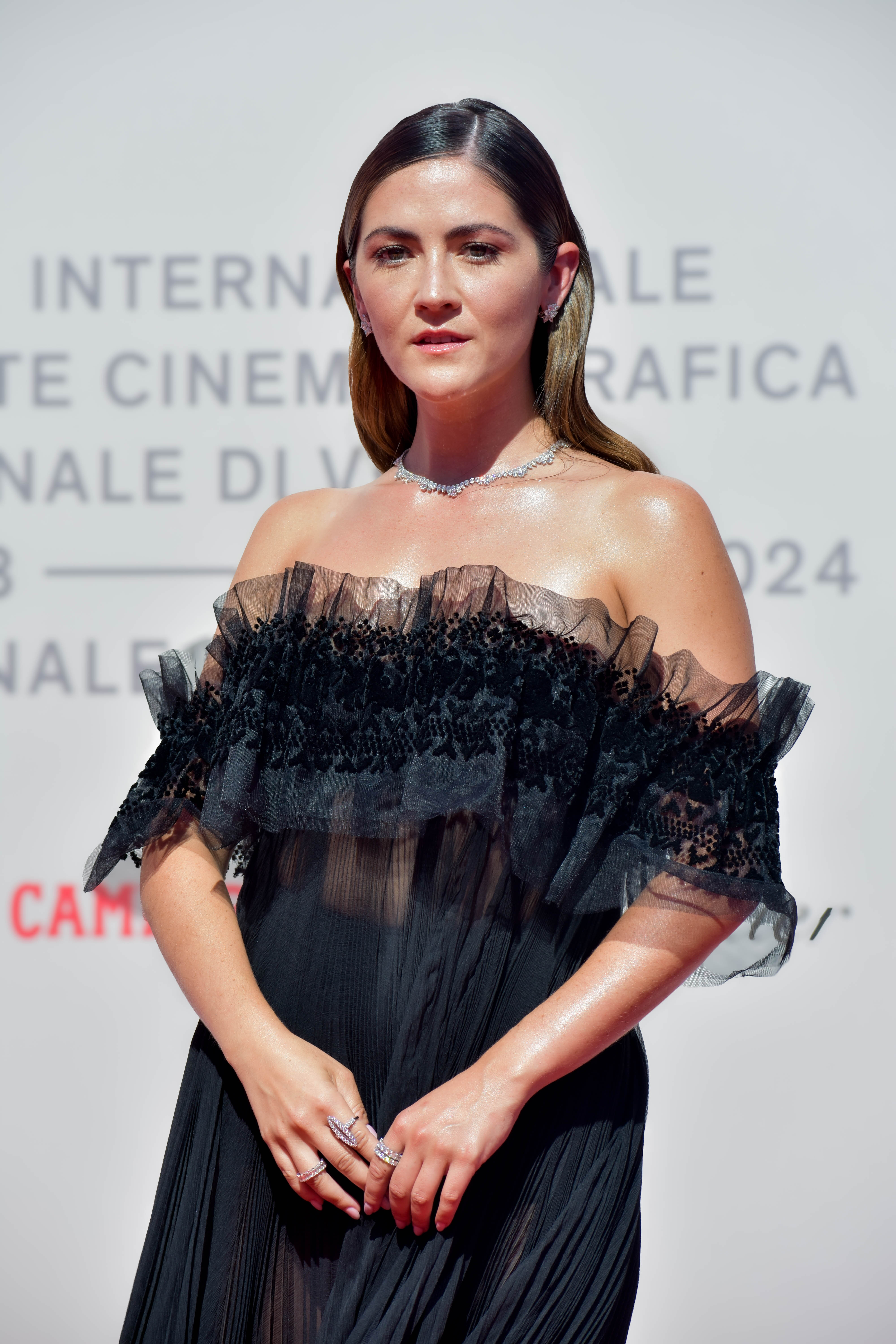
Isabelle Fuhrman (* 1997)

- Fuhrman, Mark (* 1952), US-amerikanischer Kriminalbeamter und BuchautorMark Fuhrman (* 1952)

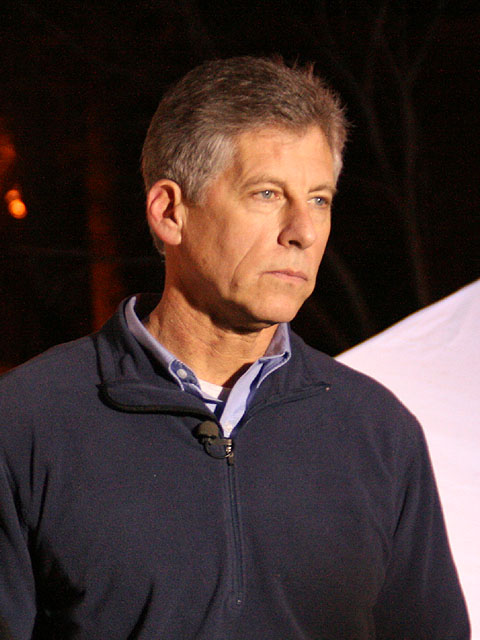
Mark Fuhrman (* 1952)

- Fuhrmann, Adalbert (1954–2008), deutscher Fußballspieler
- Fuhrmann, André (* 1958), deutscher Philosoph und Logiker
- Fuhrmann, Andrei Fjodorowitsch (1795–1835), russischer Dekabrist
- Fuhrmann, Arne (* 1941), deutscher Politiker (SPD), MdB
- Fuhrmann, Arne (* 1943), deutscher Schauspieler
- Fuhrmann, Arwed (1840–1907), deutscher Mathematiker, Geodät, Bibliothekar und Hochschullehrer
- Fuhrmann, August (1844–1925), deutscher Medienunternehmer, Erfinder des Kaiserpanoramas
- Fuhrmann, Axel (* 1962), deutscher Kulturjournalist, Produzent, Autor und Regisseur von Dokumentarfilmen und Musikaufzeichnungen
- Fuhrmann, Bärbel (* 1940), deutsche Schwimmerin
- Fuhrmann, Bernd (1960–2020), deutscher Historiker
- Fuhrmann, Bruno (1907–1979), deutscher antifaschistischer Widerstandskämpfer und SED-Funktionär in der DDR
- Fuhrmann, Chiara (* 1995), deutsche Musicaldarstellerin
- Fuhrmann, Christophe (* 1965), französischer Fußballspieler
- Fuhrmann, Dagmar (* 1954), deutsche Sprinterin
- Fuhrmann, Detlef (* 1953), deutscher Speerwerfer
- Fuhrmann, Dieter (1928–2013), deutscher Maler und Kunsterzieher
- Fuhrmann, Dorothea (1930–2022), deutsche Spielmittel-Gestalterin, Malerin und Zeichnerin
- Fuhrmann, E. O. (1924–1986), deutscher Schauspieler
- Fuhrmann, Emma (* 2001), US-amerikanische Schauspielerin und ModelEmma Fuhrmann (* 2001)

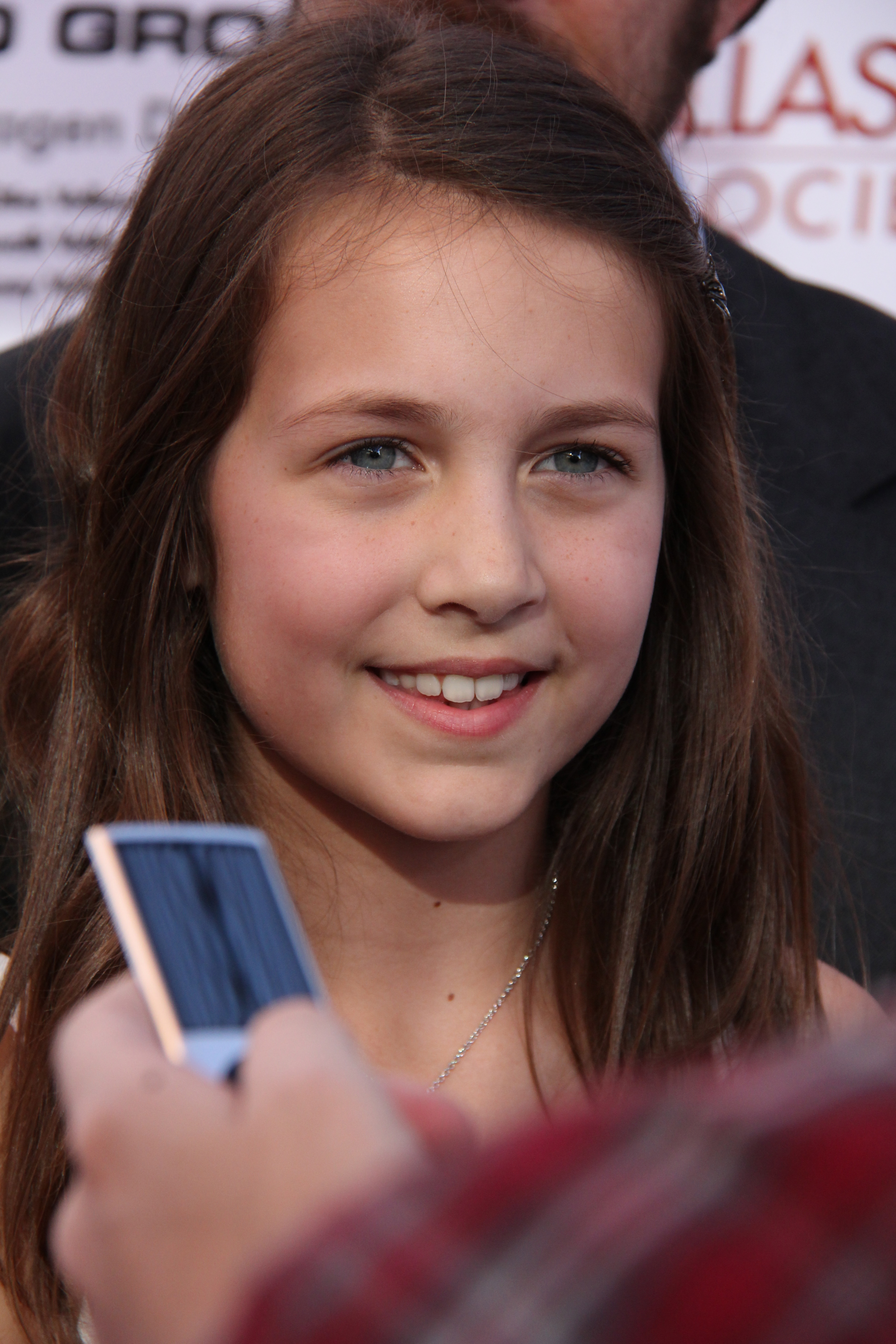
Emma Fuhrmann (* 2001)

- Fuhrmann, Ernst (1886–1956), deutscher Dichter und Museumsleiter
- Fuhrmann, Ernst (1918–1995), deutscher Ingenieur und Manager
- Fuhrmann, Franz (1877–1957), österreichischer Chemiker, Bakteriologe und Mykologe
- Fuhrmann, Franz (1912–1984), deutscher Arzt und Chirurg im Zweiten Weltkrieg
- Fuhrmann, Franz (1916–2016), österreichischer Kunsthistoriker
- Fuhrmann, Gary (* 1978), deutsch-französischer Jazzmusiker (Saxophon, Komposition)
- Fuhrmann, Georg Leopold, deutscher Buchdrucker, Musikverleger, Buchhändler, Kupferstecher und Lautenist
- Fuhrmann, Günter (* 1972), österreichischer Autor und Kulturmanager
- Fuhrmann, Harry (* 1969), deutscher Regisseur und Schauspieler
- Fuhrmann, Heinrich (1892–1953), deutscher Klassischer Archäologe
- Fuhrmann, Heinz (* 1938), deutscher Wirtschaftsingenieur und Politiker (CDU), MdL
- Fuhrmann, Heinz Jörg (* 1956), deutscher Eisenhütteningenieur und Industriemanager
- Fuhrmann, Horst (1926–2011), deutscher Historiker
- Fuhrmann, Inge (* 1936), deutsche Sprinterin
- Fuhrmann, Ingolf (* 1931), deutscher Offizier, zuletzt Generalmajor
- Fuhrmann, Irene (* 1980), österreichische Fußballspielerin und -trainerinIrene Fuhrmann (* 1980)

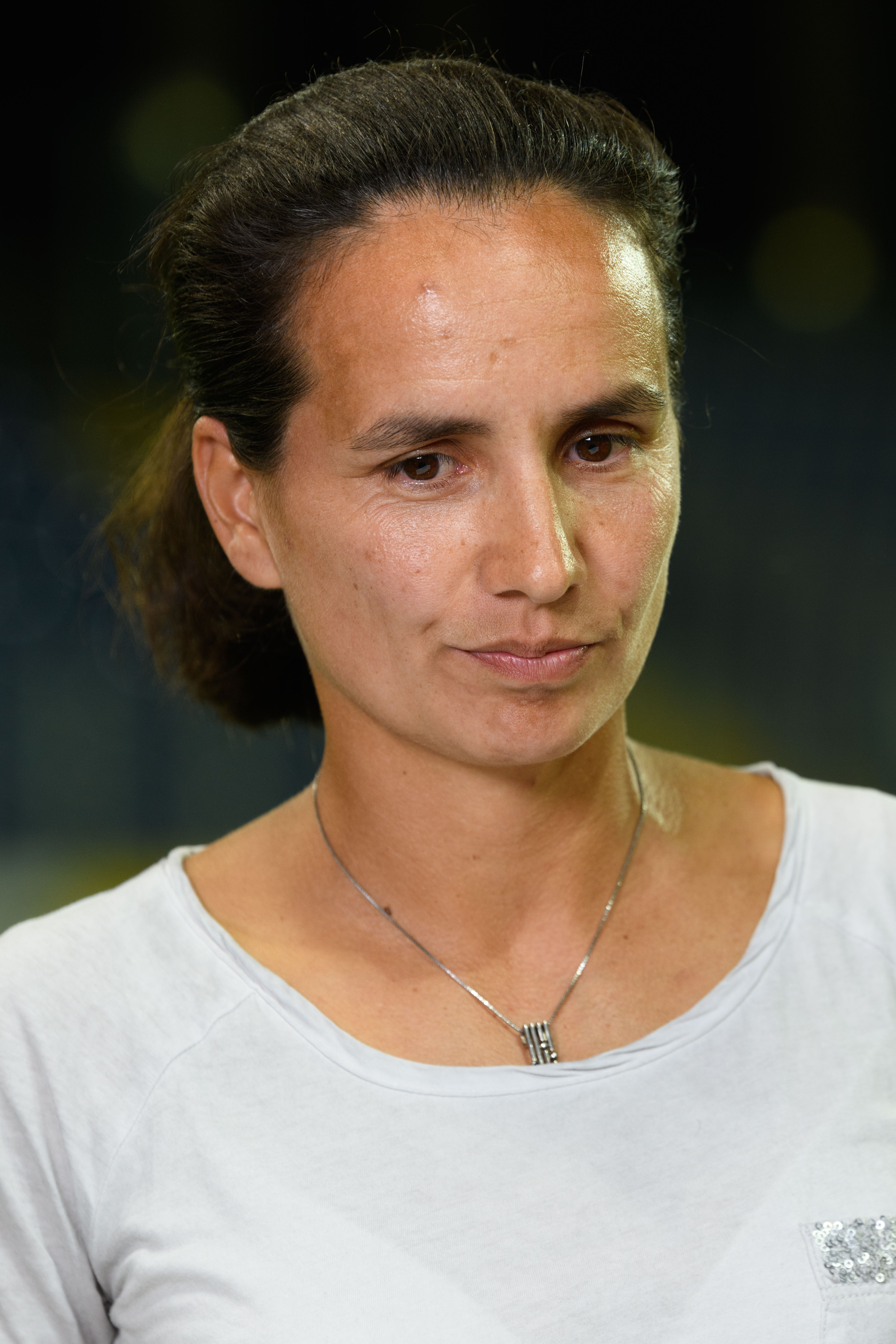
Irene Fuhrmann (* 1980)

- Fuhrmann, Johann Daniel (1810–1885), preußischer Geheimer Kommerzienrat, Wollfabrikant und Landrat des Kreis Lennep
- Fuhrmann, Johann Evangelist (1776–1819), Pfarrer und Dechant von Imst im Nordtiroler Oberinntal
- Fuhrmann, Johann Wilhelm (1750–1780), deutscher evangelischer Theologe und Hochschullehrer
- Fuhrmann, Jürgen (1937–2005), deutscher Physiker und Hochschullehrer
- Fuhrmann, Jürgen (1949–2004), deutscher Fußballspieler
- Fuhrmann, Kai (* 1994), deutscher Ruderer
- Fuhrmann, Karl-Heinz (* 1937), deutscher Vielseitigkeitsreiter
- Fuhrmann, Korl (* 1976), deutscher Musiker
- Fuhrmann, Manfred (1925–2005), deutscher Altphilologe
- Fuhrmann, Marliese (1934–2015), deutsche Schriftstellerin
- Fuhrmann, Martin († 1503), deutscher Philologe, Theologe, Hochschullehrer und Gründer einer Stipendienstiftung
- Fuhrmann, Martin (1937–2023), deutscher Opernsänger
- Fuhrmann, Martin Heinrich (1669–1745), deutscher Kantor und Musiktheoretiker
- Fuhrmann, Max der Ältere (1860–1908), deutscher Maler
- Fuhrmann, Max der Jüngere (1891–1953), deutscher Maler
- Führmann, Moritz (* 1978), deutscher SchauspielerMoritz Führmann (* 1978)

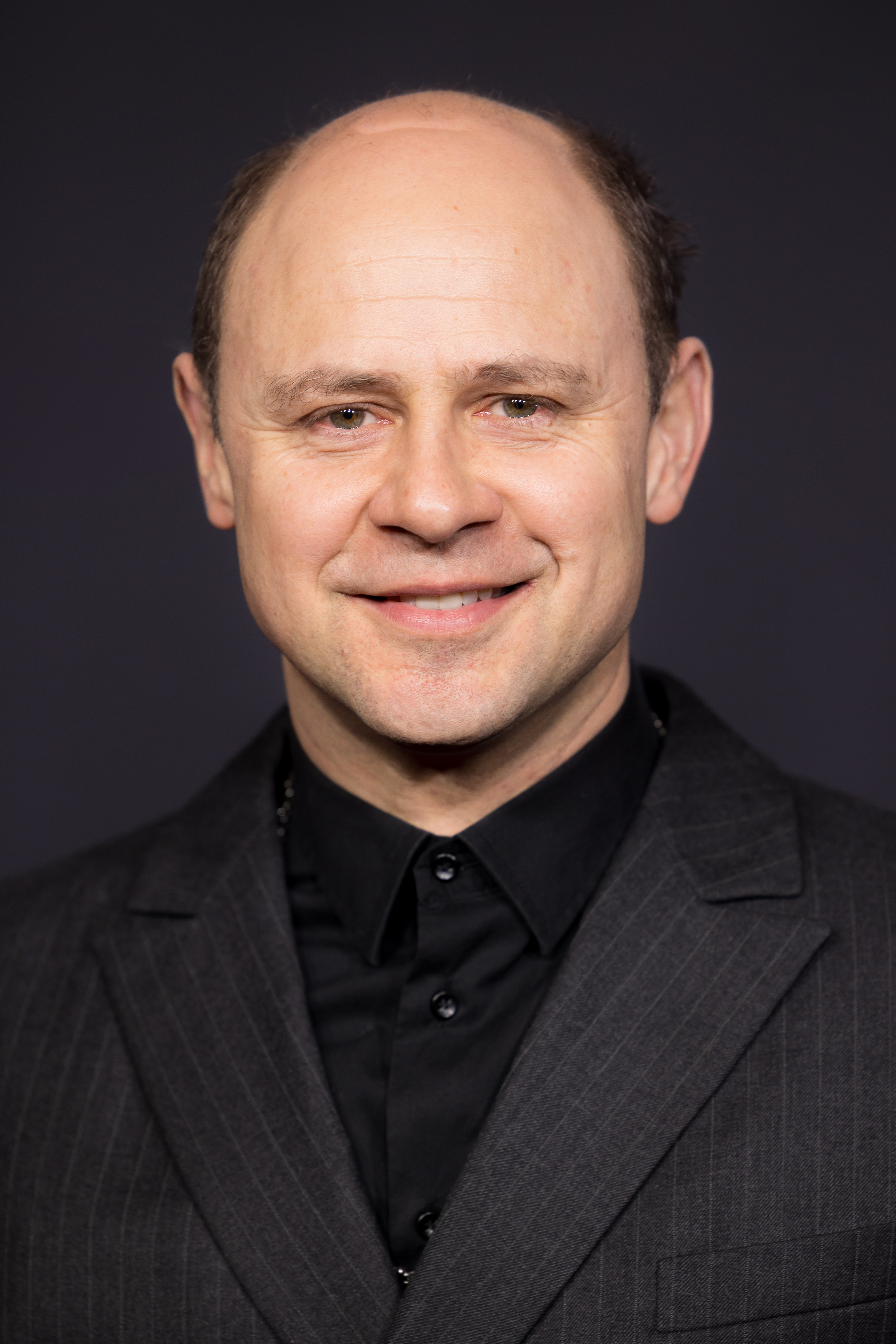
Moritz Führmann (* 1978)

- Fuhrmann, Nike (* 1974), deutsche Schauspielerin
- Fuhrmann, Norbert, deutscher DJ und Musikproduzent
- Fuhrmann, Otto (1871–1945), Schweizer Parasitologe
- Fuhrmann, Paul (1849–1900), deutscher Bergwerksdirektor
- Fuhrmann, Paul (1872–1942), deutscher Rittergutsbesitzer und Politiker (NLP), MdR
- Fuhrmann, Paul (1893–1952), deutscher Maler
- Fuhrmann, Peter Hinrich (1714–1773), Weinhändler, Hofkellermeister und Stifter
- Fuhrmann, Petra (1955–2019), deutsche Politikerin (SPD) und Mitglied des Hessischen Landtags
- Fuhrmann, Rainer (1940–1990), deutscher Science-Fiction-Schriftsteller
- Fuhrmann, Renate (* 1942), deutsche Schauspielerin und Theaterregisseurin
- Fuhrmann, Roderich (1929–2003), deutscher Musikwissenschaftler, Professor für Musikpädagogik und Architekturgeschichte
- Fuhrmann, Roland (* 1966), deutscher Künstler
- Fuhrmann, Rolf (* 1949), deutscher Sportjournalist
- Fuhrmann, Roman Fjodorowitsch (1784–1851), russischer Finanzpolitiker
- Fuhrmann, Romanus (* 1963), deutscher Schauspieler, Hörspiel- und Synchronsprecher
- Fuhrmann, Rosemarie (* 1936), deutsche Leichtathletin
- Fuhrmann, Siegfried (* 1944), deutscher Künstler
- Fuhrmann, Thilo (* 1955), deutscher Radsportler
- Fuhrmann, Thomas (* 1966), deutscher JournalistThomas Fuhrmann (* 1966)

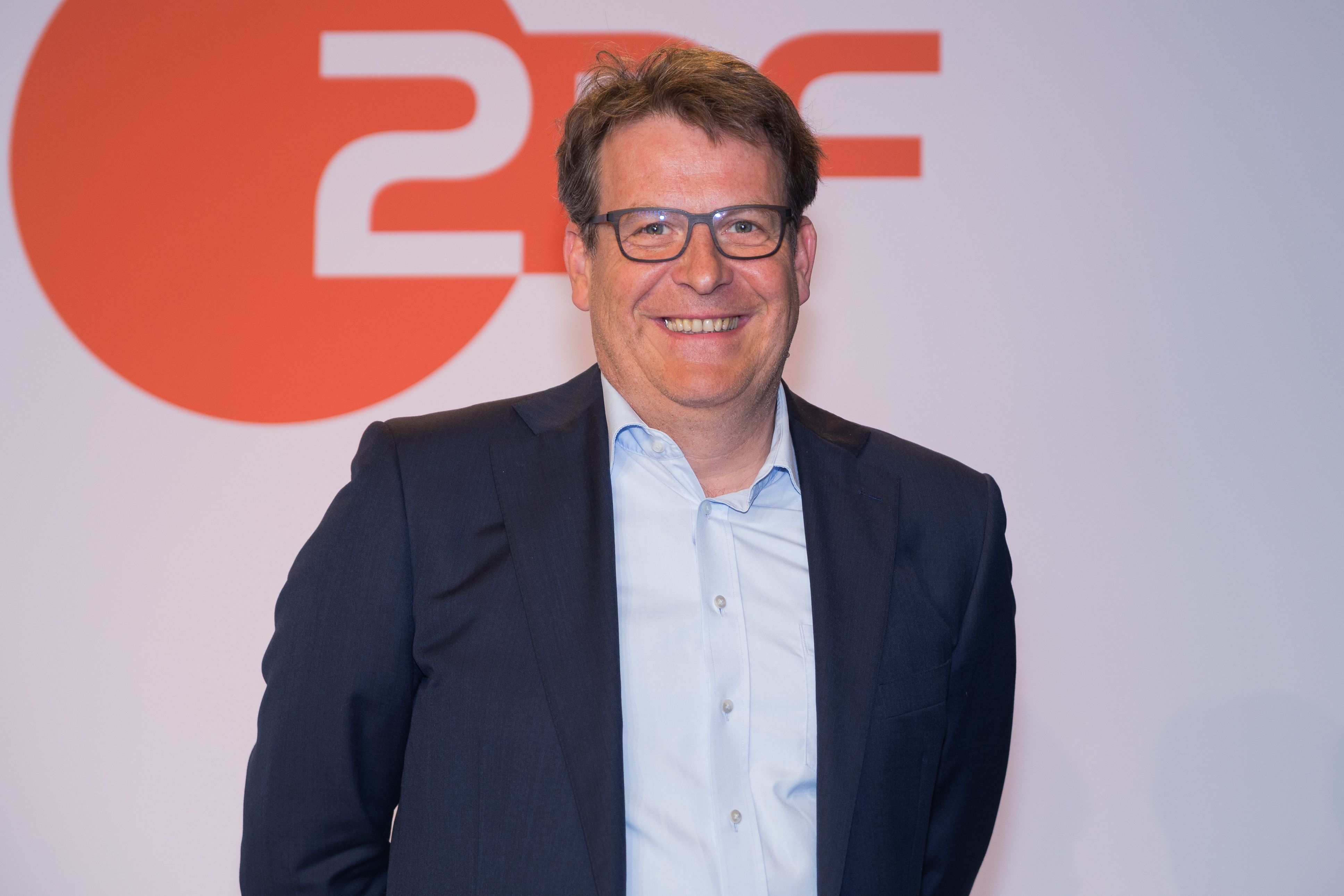
Thomas Fuhrmann (* 1966)

- Fuhrmann, Till (* 1970), deutscher Kostümbildner
- Fuhrmann, Toby (* 1975), deutscher Musiker und Autor
- Fuhrmann, Wilfried (* 1945), deutscher Wirtschaftswissenschaftler
- Fuhrmann, Wilhelm (1833–1904), deutscher Mathematiker
- Fuhrmann, Wilhelm David (1764–1838), deutscher reformierter Theologe
- Fuhrmann, Willi (1944–2018), österreichischer Politiker (SPÖ)
- Fuhrmann, Wolfgang (* 1966), österreichischer Musikwissenschaftler und Musikpublizist
- Fuhrmann-Stone, Erneste (1900–1982), deutsche Schriftstellerin
- Fuhrmann-Wróbel, Steffi (* 1929), schlesische Mundartdichterin und Heimatdichterin
- Fuhrmeister, Christian (* 1963), deutscher Kunsthistoriker
- Fuhrmeister, Fritz (1862–1937), deutscher Komponist und Liedpianist
- Führsen, Johann Nicolaus (* 1678), deutscher Pastor
- Fuhry, Ernst (1903–1976), deutscher Fußballtrainer, Grafiker und Redakteur
- Fuhry, Lancelot (* 1970), deutscher Dirigent und Kapellmeister
- Fuhry, Renate (* 1938), Keramikkünstlerin

### Fuhs
- Fuhs, Burkhard (* 1956), deutscher Pädagoge
- Fuhs, Fanny (* 2001), österreichische Schauspielerin und Kostümbildnerin
- Fuhs, Hans Ferdinand (1942–2023), deutscher römisch-katholischer Theologe, Orientalist und Alttestamentler
- Fuhs, Julian (1891–1975), deutsch-US-amerikanischer Jazz-Musiker
- Fuhs, Karin-Simone (* 1968), deutsche Designerin und Professorin für Nachhaltiges Design an der Alanus Hochschule für Kunst und Gesellschaft in Alfter bei Bonn
- Fuhse, Franz (1865–1937), deutscher Kunsthistoriker, Konservator und Museumsleiter
- Fuhse, Wilhelm (* 1871), deutscher Reichsgerichtsrat
- Fuhst, Christian (* 1939), deutscher lutherischer Pfarrer, Schriftsteller regionalgeschichtlicher und plattdeutscher Werke sowie Übersetzer
- Fuhst, Helge (* 1984), deutscher Journalist, Fernsehmoderator und MedienmanagerHelge Fuhst (* 1984)

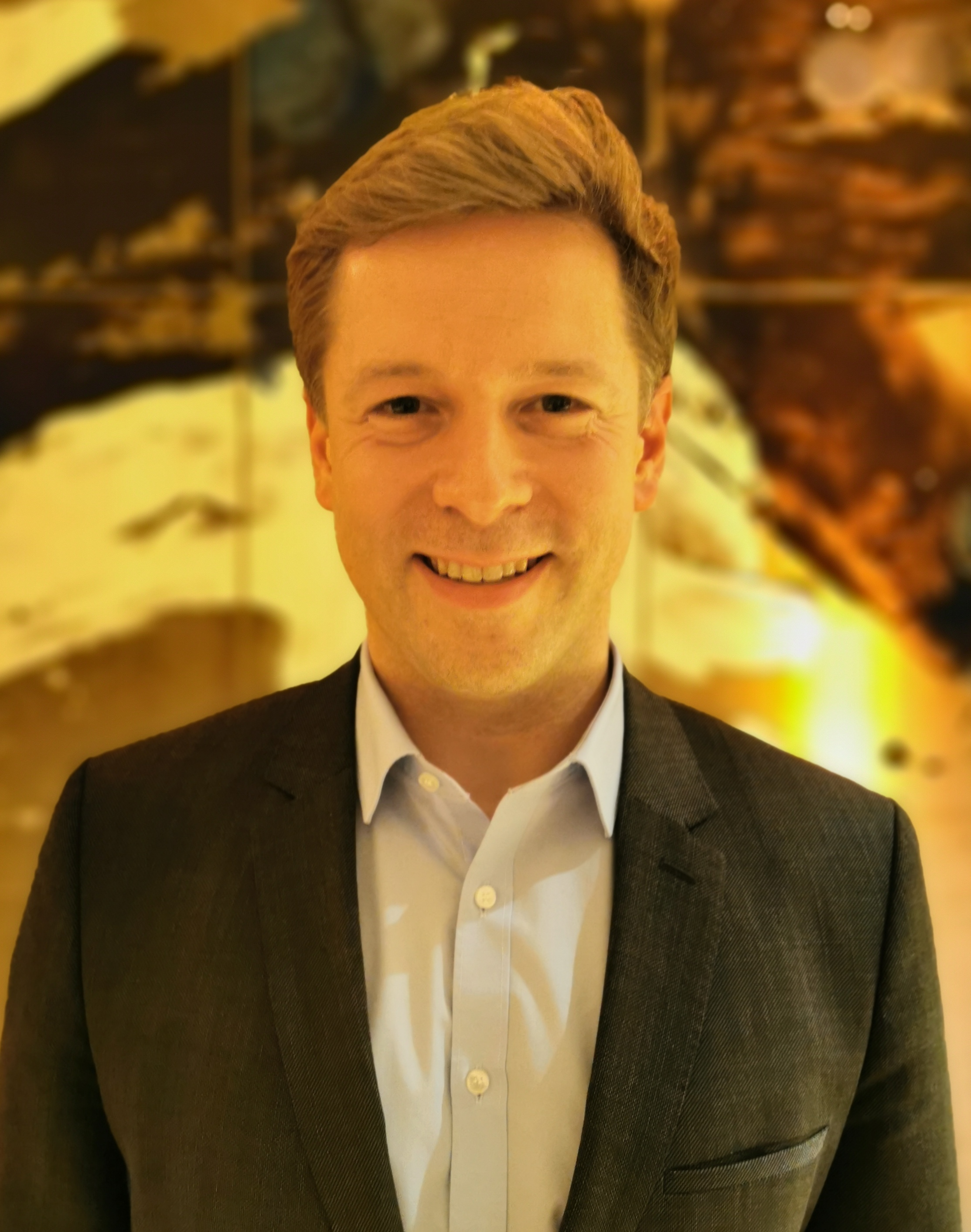
Helge Fuhst (* 1984)